# ارتش ویرجینیا

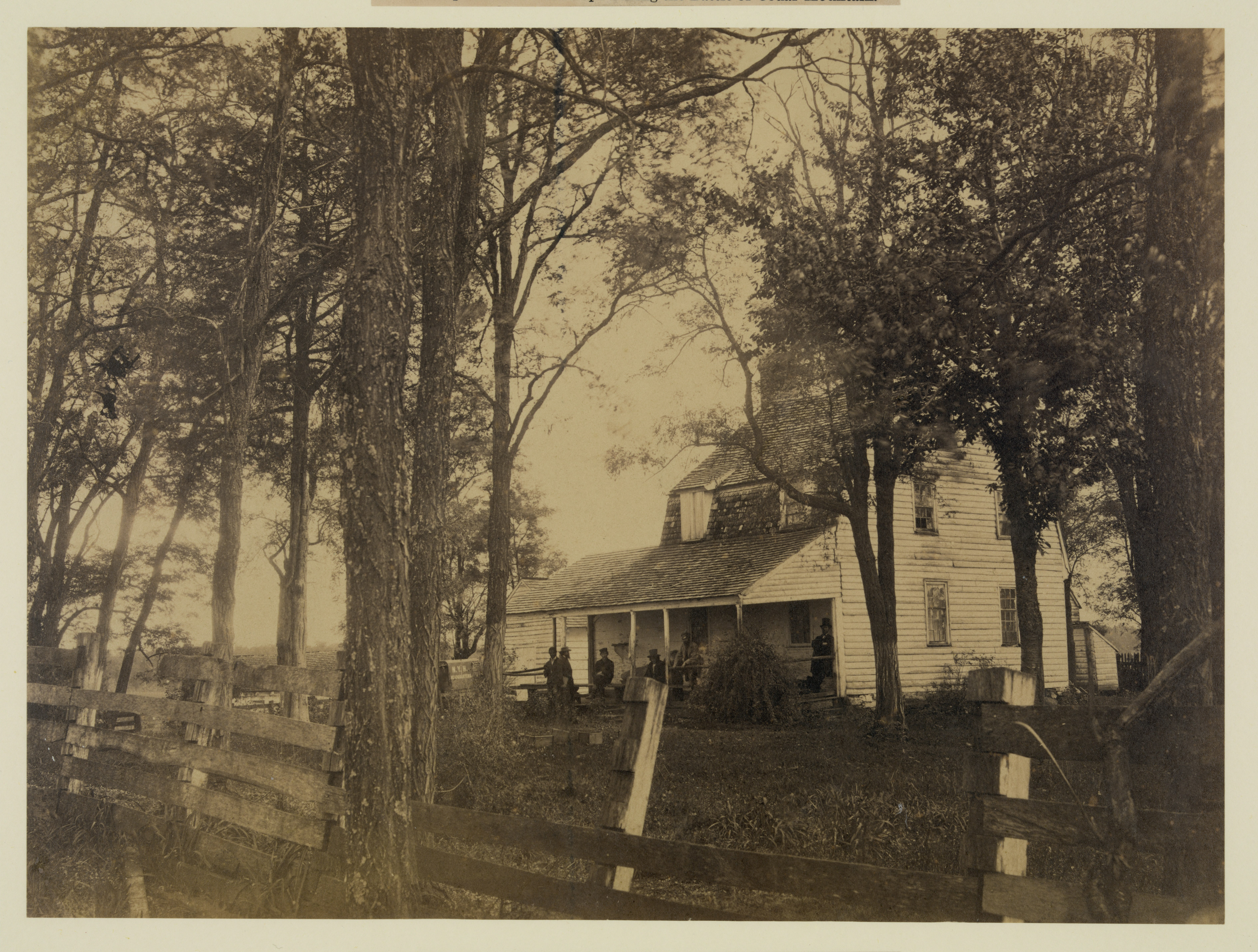
نگاره ای از ستاد فرماندهی ژنرال پوپ در نبرد سدار مانتین

ارتش ویرجینیا (انگلیسی: Army of Virginia) یکی از شاخه‌های نیروی زمینی ارتش اتحادیه که به صورت کوتاه و ناموفق عملیاتی را در سال ۱۸۶۲ میلادی طی جنگ داخلی آمریکا انجام داد. این ارتش را نباید با اصلی‌ترین ارتش ایالات موتلفه آمریکا با نام ارتش ویرجینیای شمالی به فرماندهی ژنرال رابرت ادوارد لی اشتباه گرفت. فرمانده این ارتش سرلشکر جان پوپ از تاریخ ۲۶ ژوئن تا ۱۲ سپتامبر سال ۱۸۶۲بود. ارتش ویرجینیا پس از شکست در دومین نبرد بول ران به‌طور کامل منحل و به عنوان بخشی از ارتش پوتوماک درآمد.

## نبردها
- نبرد سدار مانتین
- دومین نبرد بول ران